# Pirojpur (zila)
Pirojpur (en bengalí: পিরোজপুর) es un zila o distrito de Bangladés que forma parte de la división de Barisal.
Comprende 7 upazilas en una superficie territorial de 1283 km² : Pirojpur Sadar, Nesarabad, Mathbaria, Bhandaria, Zianogar, Nazirpur y Kawkhali.
La capital es la ciudad de Pirojpur.

## Upazilas con población en marzo de 2011
- Bhandaria 148,159
- Kawkhali 70,130
- Mathbaria 262,841
- Nazirpur 180,408
- Nesarabad 211,032
- Pirojpur Sadar 163,470
- Zianagar 77,217

## Demografía
Según estimación 2010 contaba con una población total de 1252466 habitantes.